# Aerorazzo

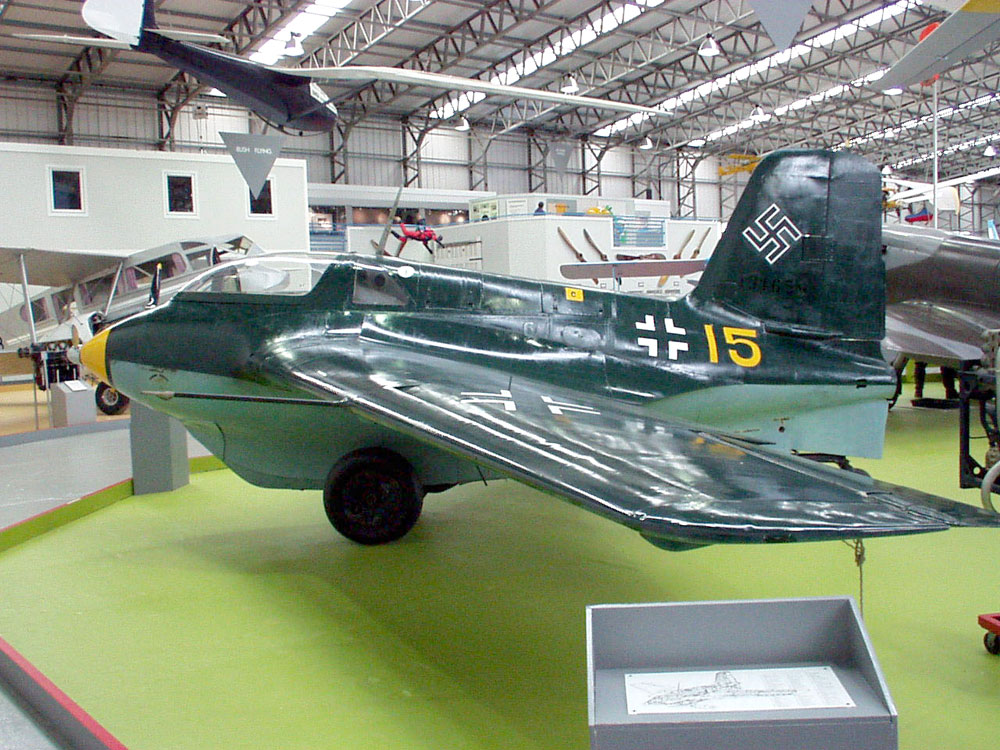
Messerschmitt Me 163

Un aerorazzo è un particolare tipo di aeroplano dotato di motore a razzo.

## Descrizione
L'aerorazzo è un aeroplano spinto da un endoreattore. Dato che porta con sé sia il combustibile che il comburente, può raggiungere velocità elevatissime e talvolta anche alzarsi sopra la linea di Kármán. Dagli aerorazzi si sono sviluppati gli spazioplani suborbitali e orbitali (Space Shuttle e Buran) capaci di superare stabilmente la soglia dei 100 km di quota.

## Aerorazzi famosi

### Serie X
La serie di Aerei X comprende una serie di velivoli sperimentali che impiegavano il motore a razzo come l'X-1 (primo aeromobile a superare la barriera del suono), l'X-2 e l'X-15 (che in due voli raggiunse lo spazio suborbitale).

### Messerschmitt Me 163
Durante la Seconda guerra mondiale il Messerschmitt Me 163 fu l'unico aerorazzo militare impiegato: si trattava di un tuttala di costruzione tedesca che, a fronte di un'elevatissima velocità orizzontale e in salita, aveva scarsa affidabilità e un'autonomia di pochi minuti.

### Ohka
L'Ohka, aerorazzo giapponese, era una bomba volante giapponese destinata a missioni kamikaze.